# Rigojanci
Il rigojanci (in italiano anche rigoianci, in ungherese rigójancsi) è un dolce ungherese, fiumano e triestino che prende il nome da Jancsi Rigó, un violinista zigano.

## Storia
La particolare storia dietro il rigojanci nasce nel 1896 quando Clara Ward, moglie del principe belga Chimay, si innamora di Jancsi Rigó, il quale stava suonando il violino in un locale di Parigi.
A sorpresa Clara Ward lascia suo marito per Jancsi Rigó destando molto scandalo.
Si racconta che fu il violinista stesso che "ispirato" dall'amore, compose questo dolce in collaborazione con un amico pasticcere. 
Il rigojanci nasce proprio per coronare questa storia d'amore la quale, comunque, non ebbe un lieto fine in quanto i due si separarono e Rigó morì a New York nel 1927 nella totale miseria.

## Il dolce
Il dolce è formato da due strati di pan di spagna al cioccolato, separati da spessi strati di crema e cioccolato, e da un sottile strato di confettura di albicocca. Il pan di spagna è cucinato mescolando albume, panna, cioccolato, zucchero e farina.